# Лопорсано
Лопорсано (ісп. Loporzano) — муніципалітет в Іспанії, у складі автономної спільноти Арагон, у провінції Уеска. Населення — 542 особи (2009).
Муніципалітет розташований на відстані близько 340 км на північний схід від Мадрида, 7 км на схід від Уески.
На території муніципалітету розташовані такі населені пункти: (дані про населення за 2009 рік)
- Агуас: 34 особи
- Ла-Альмунія-дель-Ромераль: 45 осіб
- Аєра: 13 осіб
- Бандальєс: 48 осіб
- Барлуенга: 37 осіб
- Кастільсабас: 14 осіб
- Коскульяно: 42 особи
- Чиблуко: 45 осіб
- Лопорсано: 121 особа
- Лоссерталес: 4 особи
- Лос-Молінос: 2 особи
- Сан-Хуліан-де-Бансо: 33 особи
- Санта-Еулалія-ла-Майор: 47 осіб
- Саса-дель-Абадіадо: 34 особи
- Сіпан: 21 особа
- Вадьєльйо: 0 осіб

## Демографія
Динаміка населення (INE ):

## Галерея зображень

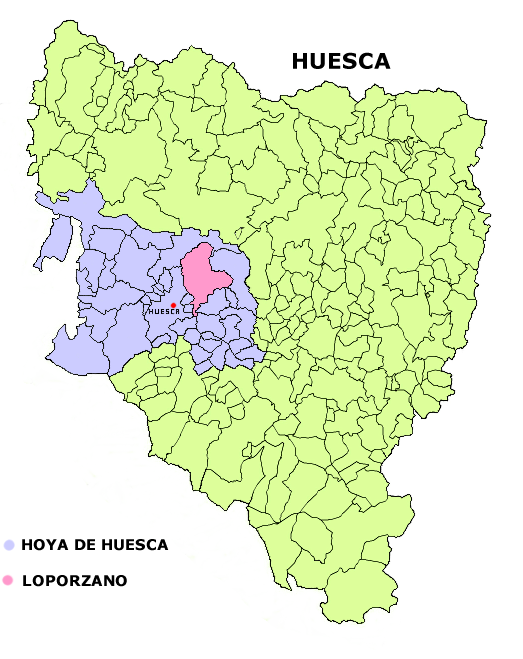
Розташування муніципалітету